# Municipio de South Haven (Míchigan)
El municipio de South Haven (en inglés: South Haven Township) es un municipio ubicado en el condado de Van Buren en el estado estadounidense de Míchigan. En el año 2010 tenía una población de 3983 habitantes y una densidad poblacional de 87,79 personas por km².

## Geografía
El municipio de South Haven se encuentra ubicado en las coordenadas 42°21′48″N 86°15′33″O / 42.36333, -86.25917. Según la Oficina del Censo de los Estados Unidos, el municipio tiene una superficie total de 45.37 km², de la cual 45,11 km² corresponden a tierra firme y (0,57 %) 0,26 km² es agua.

## Demografía
Según el censo de 2010, había 3983 personas residiendo en el municipio de South Haven. La densidad de población era de 87,79 hab./km². De los 3983 habitantes, el municipio de South Haven estaba compuesto por el 80,47 % blancos, el 10,02 % eran afroamericanos, el 0,73 % eran amerindios, el 0,93 % eran asiáticos, el 5,07 % eran de otras razas y el 2,79 % eran de una mezcla de razas. Del total de la población el 10,22 % eran hispanos o latinos de cualquier raza.